# Bulg-eun dansim
Bulg-eun dansim (붉은 단심?; lett. "Cuore rosso"), anche nota con il titolo internazionale Bloody Heart, è una serie televisiva sudcoreana trasmessa su KBS2 dal 2 maggio al 21 giugno 2022.

## Trama
Alla morte del padre, il principe Lee Tae ascende al trono con il desiderio di diventare un potente monarca assoluto, al contrario del genitore. Le sue ambizioni trovano un oppositore nel primo vice-ministro Park Gye-won, che vuole creare un sovrano saggio e benevolo per non rischiare l'avvento di una tirannia. Nella loro battaglia per il potere resta coinvolta Yoo Jeong, l'amata promessa sposa di Lee Tae, che l'uomo è costretto ad abbandonare per sopravvivere.

## Personaggi e interpreti
- Lee Tae, interpretato da Lee Joon e Park Ji-bin (da giovane)
- Yoo Jeong, interpretata da Kang Han-na e Shin Eun-soo (da giovane)
- Park Gye-won, interpretato da Jang Hyuk
- Choi Ga-yeon, interpretata da Park Ji-yeon
- Jo Won-pyo, interpretato da Heo Sung-tae
- Jo Yeon-hee, interpretata da Choi Ri

## Produzione
Le riprese si sono svolte nella contea di Yeongwol e al padiglione Yeolhwajeong sito nel villaggio di Ganggol, Deungnyang-myeon, contea di Boseong.

## Accoglienza
Bulg-eun dansim ha guadagnato popolarità grazie al passaparola, venendo apprezzata per la fotografia e le interpretazioni degli attori, calzanti con i loro personaggi. La serie ha debuttato con uno share nazionale del 6,3% e ha raggiunto l'8,9% con l'ultimo episodio, mantenendo il titolo di fiction del lunedì-martedì più vista durante tutta la messa in onda. Secondo Yang So-yeong di Star Today, la serie "intreccia abilmente la vendetta e il consolidamento del potere di Lee Tae, un re fantoccio, il conflitto politico tra Lee Tae e il suo primo ministro, Park Gye-won, la storia d'amore tra Lee Tae e Yoo Jeong, la rivalità tra Lee Tae e Choi Ga-yeon, e la storia d'amore tra Park Gye-won e Choi Ga-yeon, creando una narrazione avvincente"; il tutto è stato ulteriormente sottolineato dalla fotografia, dalla regia e dai costumi. Alcuni critici hanno tuttavia affermato che l'atmosfera fosse un po' pesante a causa della forte attenzione alle battaglie politiche.

## Riconoscimenti
- KBS Drama Award
  - 2022 – Premio all'eccellenza, attrice in una miniserie a Kang Han-na[7]
  - 2022 – Premio all'eccellenza, attore in una miniserie a Lee Joon[8]
  - 2022 – Miglior attrice secondaria in una miniserie a Park Ji-yeon[9]
  - 2022 – Miglior coppia a Kang Han-na e Lee Joon[10]
  - 2022 – Candidatura Premio all'alta eccellenza (attrici) a Kang Han-na[11]
  - 2022 – Candidatura Premio attore popolare a Lee Joon[12]